# Kočani Orkestar
La Kočani Orkestar (in macedone Кочани оркестар?, conosciuto anche come Kocani orkestar, Kocani Orchestra, Kochani orkestar e Kochani Orchestra) è un gruppo musicale macedone originari di Kočani, una piccola città macedone a pochi chilometri dal confine con la Bulgaria. La loro musica si basa su melodie gitane provenienti da varie parti dei Balcani e su ritmi turchi, con un po' di sapore latino.

## Storia
La musica della Kočani Orkestar deriva dalla tradizione delle bande di ottoni balcaniche, in particolare dall'intreccio di due tradizioni: quell'est che era l'antica banda militare ottomana e l'altra dall'ovest la banda di ottoni occidentale, completa di tube, trombe e sassofoni.
La Kocani Orkestar aveva iniziato come gruppo locale poi, grazie a un'esibizione esaltante nel film Il tempo dei gitani di Emir Kusturica, iniziò ad avere un seguito al di fuori della regione.

## Formazione
cornetta
- Naat Veliov

tromba
- Turan Gaberov
- Sukri Kadriev

canto
- Ajnur Azizov - in macedone, turco e Lingua romaní

Percussioni
- Saban Jasarov

Tuba
- Redzai Durmisev
- Nijazi Alimov
- Sukri Zejnelov
- Suad Asanov

Sassofono
- Durac Demirov

Clarinetto
- Dzeladin Demirov

Fisarmonica
- Vinko Stefanov

## Discografia

### Album
- 1995 - A Gypsy Brass Band
- 1998 - L'Orient Est Rouge
- 1999 - Gypsy Mambo
- 2001 - Ulixes con Harmonia Ensemble
- 2002 - Alone At My Wedding (2002)
- 2005 - Kočani Orkestar - meets Paolo Fresu & Antonello Salis (live) Il Manifesto – CD (con Antonello Salis e Paolo Fresu)
- 2008 - The Ravished Bride